# Cratere Redi
Redi  è un cratere sulla superficie di Marte.